# Saxifraga x borderi
Saxifraga x borderi es una planta herbácea de la familia de las saxifragáceas.
Es un híbrido compuesto por las especies Saxifraga adscendens y Saxifraga praetermissa.

## Taxonomía
Saxifraga x borderi fue descrita por Rouy & E.G.Camus y publicado en Fl. France 7: 54 1901.
Etimología
Saxifraga: nombre genérico que viene del latín saxum, ("piedra") y frangere, ("romper, quebrar"). Estas plantas se llaman así por su capacidad, según los antiguos, de romper las piedras con sus fuertes raíces. Así lo afirmaba Plinio, por ejemplo.
borderi: epíteto